# Rockferry (album)
Rockferry is het debuutalbum van de Britse zangeres Duffy.

## Geschiedenis
Het album kwam op 3 maart 2008 uit en werd geproduceerd door Mercury Records in samenwerking met Universal Records en Polydor Records. Het werd een wereldwijd succes. In het Verenigd Koninkrijk was het met 1,7 miljoen verkochte exemplaren het bestverkochte album van 2008. Enkele wereldwijd bekende hits van het album zijn Mercy en Warwick Avenue. Het album won in 2009 zelfs een Grammy Award.
In Nederland behaalde het album de 2e plaats in de Album Top 100. In België bereikte het de 4e plek.

## Nummers

### Standaardeditie
1. "Rockferry" (Duffy, Bernard Butler) 4:14
2. "Warwick Avenue" (Duffy, Jimmy Hogarth, Eg White) 3:46
3. "Serious" (Duffy, Bernard Butler) 4:10
4. "Stepping Stone" (Duffy, Steve Booker) 3:28
5. "Syrup & Honey" (Duffy, Bernard Butler) 3:18
6. "Hanging on Too Long" (Duffy, J. Hogarth, E. White) 3:56
7. "Mercy" (Duffy/Steve Booker) 3:41
8. "Delayed Devotion" (Duffy, J. Hogarth, E. White) 2:57
9. "I'm Scared" (Duffy, J. Hogarth) 3:08
10. "Distant Dreamer" (Duffy, Bernard Butler) 5:05

### Luxe-editie
- Cd 1

1. "Rockferry" (Duffy, Bernard Butler) 4:14
2. "Warwick Avenue" (Duffy, Jimmy Hogarth, Eg White) 3:46
3. "Serious" (Duffy, Bernard Butler) 4:10
4. "Stepping Stone" (Duffy, Steve Booker) 3:28
5. "Syrup & Honey" (Duffy, Bernard Butler) 3:18
6. "Hanging on Too Long" (Duffy, J. Hogarth, E. White) 3:56
7. "Mercy" (Duffy, S. Booker) 3:41
8. "Delayed Devotion" (Duffy, J. Hogarth, E. White) 2:57
9. "I'm Scared" (Duffy, J. Hogarth) 3:08
10. "Distant Dreamer" (Duffy, Bernard Butler) 5:05

- Cd 2

1. "Rain on Your Parade" (Duffy, S. Booker) 3:29
2. "Fool for You" (Duffy, Bernard Butler) 3:47
3. "Stop" (Duffy, Bernard Butler) 4:10
4. "Oh Boy" (Richard J. Parfitt) 2:31
5. "Please Stay" (Burt Bacharach) 3:27
6. "Breaking My Own Heart"(Duffy, Steve Booker) 3:58
7. "Enough Love" 3:19 (Richard J. Parfitt, Owen Powell)

- De foto's voor het album werden gemaakt in het Welshe Porthmadog, dat voor de gelegenheid omgedoopt werd in Rockferry.

## Hitnotering
| Hitnotering (week 1 t/m 85): 22-03-2008 t/m 31-10-2009 Hitnotering (week 86 t/m 93): 30-01-2010 t/m 20-03-2010 | Hitnotering (week 1 t/m 85): 22-03-2008 t/m 31-10-2009 Hitnotering (week 86 t/m 93): 30-01-2010 t/m 20-03-2010 | Hitnotering (week 1 t/m 85): 22-03-2008 t/m 31-10-2009 Hitnotering (week 86 t/m 93): 30-01-2010 t/m 20-03-2010 | Hitnotering (week 1 t/m 85): 22-03-2008 t/m 31-10-2009 Hitnotering (week 86 t/m 93): 30-01-2010 t/m 20-03-2010 | Hitnotering (week 1 t/m 85): 22-03-2008 t/m 31-10-2009 Hitnotering (week 86 t/m 93): 30-01-2010 t/m 20-03-2010 | Hitnotering (week 1 t/m 85): 22-03-2008 t/m 31-10-2009 Hitnotering (week 86 t/m 93): 30-01-2010 t/m 20-03-2010 | Hitnotering (week 1 t/m 85): 22-03-2008 t/m 31-10-2009 Hitnotering (week 86 t/m 93): 30-01-2010 t/m 20-03-2010 | Hitnotering (week 1 t/m 85): 22-03-2008 t/m 31-10-2009 Hitnotering (week 86 t/m 93): 30-01-2010 t/m 20-03-2010 | Hitnotering (week 1 t/m 85): 22-03-2008 t/m 31-10-2009 Hitnotering (week 86 t/m 93): 30-01-2010 t/m 20-03-2010 | Hitnotering (week 1 t/m 85): 22-03-2008 t/m 31-10-2009 Hitnotering (week 86 t/m 93): 30-01-2010 t/m 20-03-2010 | Hitnotering (week 1 t/m 85): 22-03-2008 t/m 31-10-2009 Hitnotering (week 86 t/m 93): 30-01-2010 t/m 20-03-2010 | Hitnotering (week 1 t/m 85): 22-03-2008 t/m 31-10-2009 Hitnotering (week 86 t/m 93): 30-01-2010 t/m 20-03-2010 | Hitnotering (week 1 t/m 85): 22-03-2008 t/m 31-10-2009 Hitnotering (week 86 t/m 93): 30-01-2010 t/m 20-03-2010 | Hitnotering (week 1 t/m 85): 22-03-2008 t/m 31-10-2009 Hitnotering (week 86 t/m 93): 30-01-2010 t/m 20-03-2010 | Hitnotering (week 1 t/m 85): 22-03-2008 t/m 31-10-2009 Hitnotering (week 86 t/m 93): 30-01-2010 t/m 20-03-2010 | Hitnotering (week 1 t/m 85): 22-03-2008 t/m 31-10-2009 Hitnotering (week 86 t/m 93): 30-01-2010 t/m 20-03-2010 | Hitnotering (week 1 t/m 85): 22-03-2008 t/m 31-10-2009 Hitnotering (week 86 t/m 93): 30-01-2010 t/m 20-03-2010 |
| Week: | 1 | 2 | 3 | 4 | 5 | 6 | 7 | 8 | 9 | 10 | 11 | 12 | 13 | 14 | 15 | 16 |
| --- | --- | --- | --- | --- | --- | --- | --- | --- | --- | --- | --- | --- | --- | --- | --- | --- |
| Positie: | 2 | 2 | 3 | 3 | 3 | 3 | 4 | 5 | 8 | 8 | 9 | 9 | 7 | 7 | 7 | 8 |
| Week: | 17 | 18 | 19 | 20 | 21 | 22 | 23 | 24 | 25 | 26 | 27 | 28 | 29 | 30 | 31 | 32 |
| Positie: | 4 | 4 | 3 | 2 | 4 | 6 | 5 | 5 | 9 | 9 | 11 | 17 | 18 | 22 | 22 | 28 |
| Week: | 33 | 34 | 35 | 36 | 37 | 38 | 39 | 40 | 41 | 42 | 43 | 44 | 45 | 46 | 47 | 48 |
| Positie: | 30 | 30 | 38 | 38 | 31 | 24 | 18 | 20 | 19 | 19 | 14 | 14 | 18 | 21 | 26 | 29 |
| Week | 49 | 50 | 51 | 52 | 53 | 54 | 55 | 56 | 57 | 58 | 59 | 60 | 61 | 62 | 63 | 64 |
| Positie: | 26 | 16 | 19 | 12 | 19 | 22 | 11 | 10 | 11 | 9 | 13 | 23 | 24 | 29 | 37 | 40 |
| Week | 65 | 66 | 67 | 68 | 69 | 70 | 71 | 72 | 73 | 74 | 75 | 76 | 77 | 78 | 79 | 80 |
| Positie: | 43 | 48 | 48 | 28 | 28 | 12 | 17 | 15 | 19 | 15 | 16 | 21 | 21 | 28 | 34 | 31 |
| Week | 81 | 82 | 83 | 84 | 85 | | 86 | 87 | 88 | 89 | 90 | 91 | 92 | 93 | | |
| Positie: | 30 | 23 | 32 | 36 | 52 | uit | 68 | 71 | 72 | 63 | 66 | 70 | 76 | 86 | uit | |